# مجزرة مدرسة الفاخورة (2009)
مجزرة مدرسة الفاخورة هي مجزرة ارتكبتها القوات الإسرائيلية خلال حرب غزة في 6 يناير 2009 بالقرب من مدرسة تديرها الأمم المتحدة في مخيم جباليا في قطاع غزة. ووفقًا للأمم المتحدة والعديد من المنظمات غير الحكومية، قُتل أكثر من 40 شخصًا. أدعت إسرائيل إنها أطلقت النار على المدرسة ردا على إطلاق نار يعتقد أنه جاء منها. وقال تحقيق للأمم المتحدة إنه لم يكن هناك إطلاق نار من داخل المدرسة ولم تكن هناك متفجرات داخل المدرسة.

## نظرة عامة
في 6 يناير 2009 أطلقت دبابتان إسرائيليتان قذائف انفجرت خارج مدرسة الفاخورة التي تديرها الأونروا،  وكان قد نزح إليها فلسطينيون،  من شمال غزة بالقرب من بيت لاهيا، بعد أن هجّرهم الجيش الإسرائيلي من منازلهم.

## روايات الحادثة

### إسرائيل
أدعى الجيش الإسرائيلي بأن 12 شخصًا لقوا حتفهم، منهم 9 من مقاتلي حماس. وأوردت صحيفة الغارديان أن المدرسة نفسها كانت مستهدفة، ولكن غالبية القتلى لم يكونوا داخل المدرسة بل في الملعب والشارع المجاور.
في 15 فبراير 2009، نشرت صحيفة جيروزاليم بوست رواية الجيش الإسرائيلي عن الحادث. وفقًا لإدارة التنسيق والارتباط التابعة للجيش الإسرائيلي في غزة، فقد قُتل 12 فلسطينيًا من بينهم 9 من نشطاء حماس و3 من غير المقاتلين.
ونقلت صحيفة جيروزاليم بوست عن مسؤولين في الجيش الإسرائيلي قولهم إنه في يوم الحادث، اتصل ضباط من الجيش الإسرائيلي بوزارة الصحة الفلسطينية وأُبلغوا بمقتل ثلاثة مدنيين فلسطينيين وأن حماس تخفي هويات الضحايا الآخرين.
في البداية، قال جيش الاحتلال الإسرائيلي إن مقاتلي حماس كانوا داخل المدرسة وأطلقوا الصواريخ وقذائف الهاون. في اليوم التالي، قيل إن قذيفة هاون أُطلقت من الملعب. ذكر جيش الاحتلال الإسرائيلي أن من بين المسلحين داخل المدرسة عماد وحسن أبو عسكر، المعروفين بأنهما متخصصان في إطلاق الصواريخ،  وأنه قد عُثر على جثتيهما بعد الهجوم. أعلن جيش الاحتلال الإسرائيلي أنه رد بقذيفة واحدة على المدرسة، مما أدى إلى انفجارها بسبب تفخيخها من قبل حماس.
صرح متحدث باسم الحكومة الإسرائيلية أن الحادث كان "مثالًا متطرفًا" على كيفية عمل حماس، وأن الجيش سيرد على حماس إذا أطلقت النار على الجنود الإسرائيليين من منشأة تابعة للأمم المتحدة،  وقال متحدث باسم وزارة الخارجية الإسرائيلية إن فرقة تابعة لحماس كانت تطلق قذائف هاون من المنطقة المجاورة مباشرة للمدرسة.
قالت صحيفة هآارتس، أن الجيش لم يستخدم صاروخًا ذكيًا بسبب عطل فني، واستخدام قذائف الهاون. ونتيجة لخطأ في تحديد الهدف، أصابت إحدى القذائف مبنى الأونروا، وأصابت القذيفتان الأخريان الساحة المستخدمة لإطلاق الصواريخ، مما أسفر عن مقتل عضوين من حماس.

### فلسطين
صرح متحدث باسم حماس بأن المزاعم حول استخدام النشطاء للمدرسة لمهاجمة القوات الإسرائيلية لا أساس لها من الصحة.

### الأمم المتحدة
قال جون جينج، مدير عمليات الأونروا، إن ثلاث قذائف سقطت "في محيط المدرسة". وأضاف أن إسرائيل كانت تعلم أنها تستهدف منشأة تابعة للأمم المتحدة. وأفاد مكتب تنسيق الشؤون الإنسانية في 6 يناير أن الضربات الصاروخية كانت خارج المدرسة. وذكر التقرير أن الأونروا رفضت التصريحات الإسرائيلية بأن المدرسة كانت تستخدم لإطلاق قذائف الهاون على الجيش الإسرائيلي.
لكن مكتب تنسيق الشؤون الإنسانية ذكر في تقريره في اليوم التالي أن المدرسة تعرضت للقصف. وفي 2 فبراير صحح مكتب تنسيق الشؤون الإنسانية البيان موضحًا أن القصف وجميع الوفيات وقعت خارج المدرسة وليس داخلها. ونفى مكتب تنسيق الشؤون الإنسانية والأونروا أنهما اتهمتا إسرائيل شفهيًا بضرب المدرسة. وأفادت عدة وكالات أنباء أن الأمم المتحدة تراجعت عن بيانها الأصلي بأن الغارة أصابت المدرسة.
في 8 يناير قال متحدث باسم الأونروا إن جميع مقاطع الفيديو التي نشرها جيش الاحتلال الإسرائيلي لمسلحين يطلقون النار من داخل المدرسة كانت تعود لعام 2007 وليست من الحادث نفسه.
انتقد تقرير بعثة تقصي الحقائق التابعة لمجلس حقوق الإنسان في سبتمبر2009 اختيار الأسلحة للهجوم المضاد، وقال إن جيش الاحتلال الإسرائيلي انتهك قانون التناسب،  وردت الحكومة الإسرائيلية على التقرير بأن اللجنة لا تعرف التحديات العسكرية أثناء القتال.
وفقًا لمجلس التحقيق التابع للأمم المتحدة، فلم يكن هناك إطلاق نار من داخل المدرسة ولم تكن هناك متفجرات داخل المدرسة كما تدعي الحكومة الإسرائيلية. ولم يتمكن المجلس من التأكد على وجه اليقين مما إذا كان هناك أي إطلاق نار من محيط المدرسة.

### شهود عيان لوكالات الأنباء
بحسب معين جاسر، وهو مدرس يبلغ من العمر 45 عامًا، فإن المنطقة المحيطة بالمدرسة تعرضت للقصف أربع مرات في حوالي دقيقتين بالقذائف التي سقطت خارج المدرسة مباشرة. وأوضح جاسر أنه لم يرَ أي مسلحين في المنطقة.
ذكرت نيويورك تايمز عن حنان أبو خجيب قولها إن مسلحي حماس أطلقوا النار خارج مجمع المدرسة، على الأرجح من الفناء المنعزل لمنزل على الجانب الآخر من الشارع على بعد حوالي 25 ياردة من المدرسة، وأن النيران الإسرائيلية سقطت بعد دقائق خارج المدرسة على طول جدارها الجنوبي الغربي، مما أسفر عن مقتل شخصين من مقاتلي حماس.
ذكرت وكالة أسوشيتد برس أن اثنان من السكان أكدوا لمراسلها أن مجموعة من المسلحين كانت تطلق قذائف الهاون من شارع قريب من المدرسة. وذكر تقرير للقناة الرابعة أن المسلحين أطلقوا الصواريخ وهربوا بعد استهدافهم من الجيش الإسرائيلي. وأفاد سكان الحي أن شقيقين من مقاتلي حماس، عماد وحسن أبو عسكر، كانا في المنطقة وقت الهجوم وقُتلا. كما أكد السكان أن قذائف الهاون لم تأتِ من مجمع المدرسة بل من مكان آخر في الحي.
قال شادي أبو شنار الذي يعمل حارسًا في المدرسة: "فجأة سمعت عددًا من الانفجارات عند البوابة، خرجت إلى الشارع فوجدت جثثًا وجرحى ملقاة على الأرض، معظمهم كان مقطعًا إلى أشلاء". وأوضح أن الشارع كان مليئًا بالناس، وكاد أن يُغمى عليه بسبب ما رأى، حيث سقطت القذائف على مسافة تتراوح بين 20 إلى 40 مترًا حول المدرسة.
تشير إفادات أربعة شهود جمعتها الحركة الدولية للدفاع عن الأطفال – قسم فلسطين، إلى أن المنطقة كانت هادئة، وأن البالغين والأطفال كانوا يقومون بأعمالهم اليومية.

## ردود الفعل
- أدان الأمين العام للأمم المتحدة بان كي مون الهجوم ووصفه بأنه "غير مقبول على الإطلاق".[41]
- صرحت السكرتيرة الصحفية لإدارة بوش، دانا بيرينو، بعد الحادث مباشرة قائلة: "لقد اطلعت على التقارير المتعلقة بالمدرسة، وليس لدي أي معلومات حولها. وأعتقد أنه لا ينبغي لنا أن نقفز إلى الاستنتاجات، وعلينا أن ننتظر لمعرفة ما هي الأدلة. ما نعرفه هو أن حماس غالبًا ما تختبئ بين الأبرياء وتستخدمهم، بما في ذلك الأطفال، كدروع بشرية." [42]
- دفع الحادث الرئيس المنتخب باراك أوباما إلى كسر صمته بشأن الصراع بين إسرائيل وغزة 2008-2009، قائلًا: "إن خسارة أرواح المدنيين في غزة وإسرائيل تشكل مصدر قلق عميق بالنسبة لي".[42]
- قال رئيس الوزراء البريطاني جوردون براون إن الحادث والقتال الذي سبقه يمثل "أحلك لحظة حتى الآن بالنسبة للشرق الأوسط".[42]
- قال وزير الخارجية البريطاني ديفيد ميليباند: "لقد وصلت للتو إلى نيويورك وأُبلغت بالأنباء الرهيبة والصادمة عن مقتل 30 مدنيًا آخرين في مدرسة تابعة للأمم المتحدة. وأعتقد أن هذه الأخبار المدمرة تؤكد الحاجة إلى وقف فوري لإطلاق النار". لقد طالبنا أنا ورئيس الوزراء بذلك".[43]

ربطت صحف عالمية مثل "نيويورك تايمز" و"سان فرانسيسكو كرونيكل" الهجوم على مدرسة الفاخورة باحتمال وقف إطلاق النار أو انسحاب القوات الإسرائيلية من غزة. اعتُبرت الحادثة مشابهة لـ"قصف قانا" و"الغارة الجوية على قانا" حيث أثار القتل المدني ضغطًا كبيرًا على إسرائيل لتغيير موقفها.

## أنظر أيضًا
- قائمة مجازر الحرب على غزة 2008–09
- القصف الإسرائيلي لمدارس الأونروا بغزة 2014
- حوادث خلال حرب غزة (2008-09)
- القانون الدولي والصراع العربي الإسرائيلي
- التغطية الإعلامية للصراع العربي الإسرائيلي